# Deluxe (Band)
Deluxe ist eine französische Elektropop-Band aus Aix-en-Provence. Stilistisch ist die Band zusätzlich in den Genres French Hip-Hop, Funk, Jazz und Electro Swing zu verorten.

## Bandgeschichte
Deluxe wurde 2007 von den Mitgliedern Kaya, Kilo und Pietre gegründet, die sich aus der Mittelschule kannten. Kurze Zeit später kamen Pépé und Soubri dazu. Sie spielten Cover, die sie sich autodidaktisch beibrachten, wobei ihr Repertoire von Matthieu Chedid über Supertramp bis hin zu Keziah Jones reichte. Anfangs trat die Band auf der Straße, später auch in Bars, Restaurants, Nachtclubs und auf Hochzeiten auf.
2009 nahm Deluxe am französischen Musikwettbewerb Class'EuRock auf, den sie gewannen. Im selben Jahr kam der Musiker Zé Matéo der Band Chinese Man auf die Band zu und bot ihnen an, eine Demo an sein Label zu schicken. Kurz darauf lernten sie Liliboy bei einem Konzert an der Kunsthochschule kennen, an der sie studierte. Gemeinsam nahmen sie einen ersten Song, Pony, auf, das zu einem der wichtigsten Titel der Gruppe wurde, und anschließend ihre erste EP Polishing Peanuts, die sie unter dem Label Chinese Man Records veröffentlichten. Bereits bei der Gestaltung des Covers dieser EP nutzten sie ihr Logo und Markenzeichen, einen stilisierten Schnauzbart.

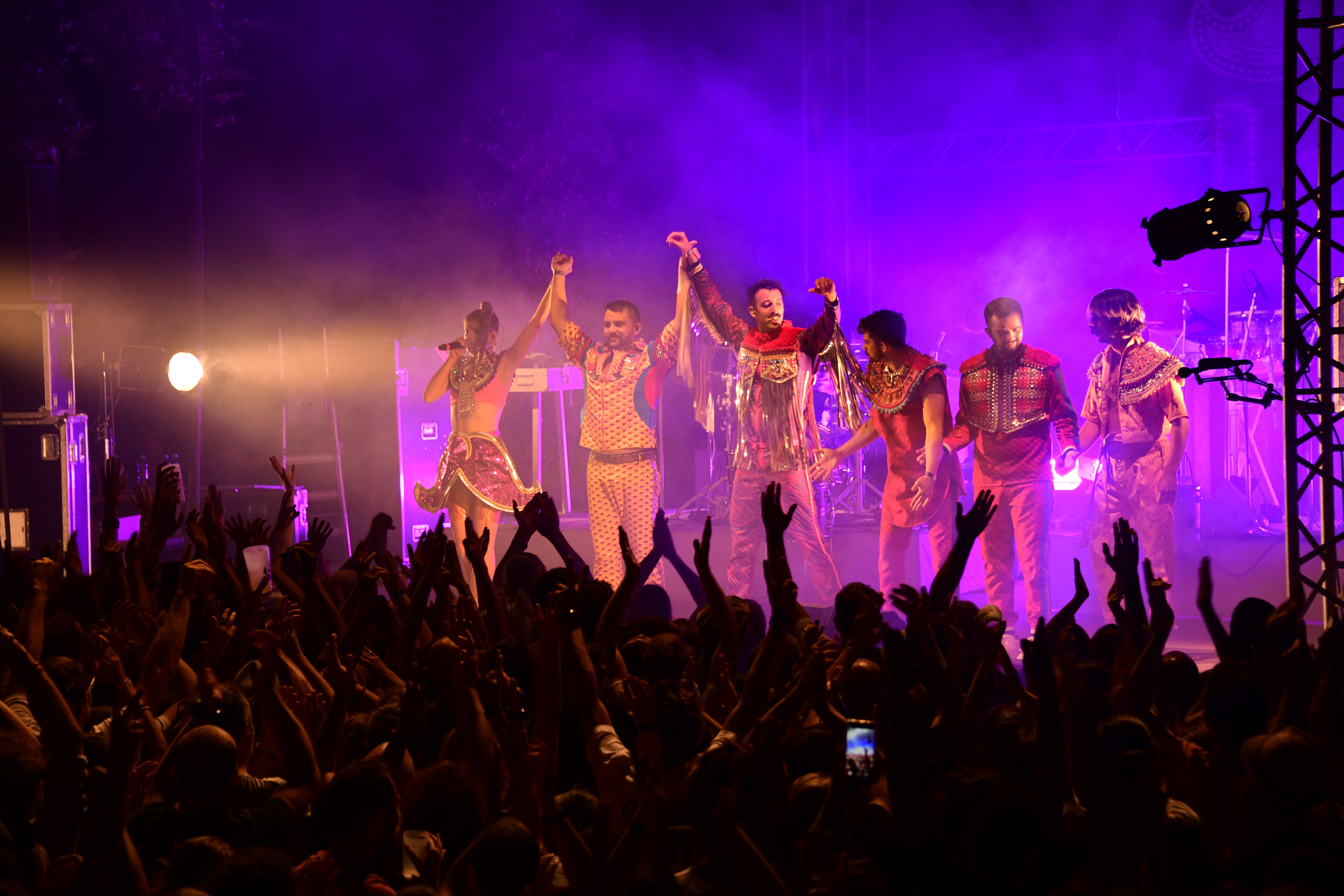
Deluxe auf dem Néoules-Festival 2019.

2013 veröffentlichten Deluxe ihr erstes volles Album, The Deluxe Family Show, auf welchem auch andere Künstler wie A State of Mind, Cyph4, Taïwan Mc, Tumi Molekane (Tumi and the Volume) sowie Youthstar auftreten. Im Zuge dessen erlangte die Band größere Popularität, gab in Konzerte in verschiedenen Ländern in Europa, Nordamerika und Asien und trat auch auf großen Veranstaltungen, wie dem Montreaux Jazz Festival auf. Im Jahr 2016 folgte das Album Stachelight und 2019 das Album Boys and Girl. 2020 veröffentlichte Deluxe das Compilation-Album En Confinement, welches sie im Corona-Lockdown von zu Hause aus aufgenommen hatten und auf dem Künstler wie Matthieu Chedid, Youthstar und Stogie T. zu hören sind.

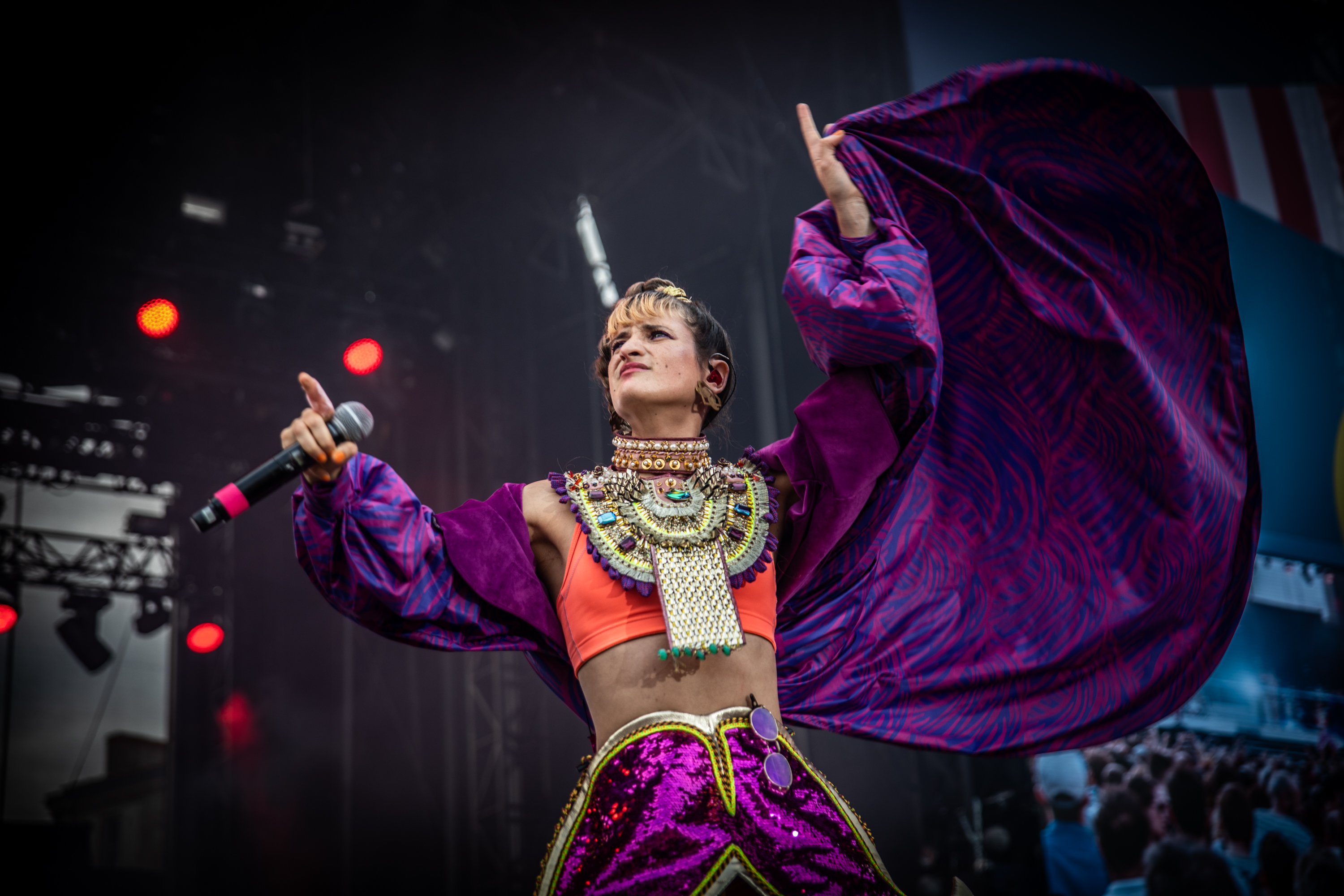
LiliBoy auf der großen Bühne der Francofolies de La Rochelle 2019.

## Diskografie

### Alben
- 2013: The Deluxe Family Show (Chinese Man Records)
- 2016: Stachelight (Chinese Man Records)
- 2016: Live A L'Olympia (Livealbum mit DVD, Chinese Man Records)
- 2019: Boys and Girl (Universal Music)
- 2020: En Confinement (Compilation, Universal Music France)
- 2022: Moustache Gracias (Polydor)
- 2023: Live Zenith Paris - La Villette (Livealbum, Nanana Production)
- 2025: Ça Fait Plaisir (Nanana Production)

### EPs
- 2011: Polishing Peanuts (Chinese Man Records)
- 2013: Daniel (Chinese Man Records)
- 2020: Boys & Girl Suite Et Fin (Universal Music)

### Singles
- 2015: Shoes (Chinese Man Records)
- 2019: Get Down (Polydor)
- 2019: Egoraphobia (Polydor, Universal Music France)
- 2020: I Love You (Polydor, Universal Music)